# Evolució tecnològica del teatre

### Història del teatre i impacte social
El terme teatre ve del grec θέατρον, theátron o «lloc per a contemplar» derivat de theáomai o «mirar». El teatre és l'art de representar un o més fets reals o imaginats de l'experiència humana, que un autor posa en mans d'altres persones, els actors, per tal que aquests els representin davant d'un públic. Una funció teatral pot ser representada en una varietat infinita de formes.
Podem considerar que el teatre és un gènere literari, ja que, a vegades, la paraula hi té un paper fonamental, però també es pot dir que és insuficient perquè no podem ignorar la importància dels altres elements que intervenen en una peça teatral com els decorats, l'acció, la música, etc. No podem, tampoc, descuidar aquelles obres en què no es fa ús de la paraula, com la pantomima, i que conformen el teatre, també.
Per tant, cal situar el teatre dins del món de l'espectacle, el qual s'entén com allò que s'ofereix a la ment o a la vista com a notable i digne d'atenció. Tot i així, a diferència d'altres espectacles com podria ser l'esport, el teatre presenta un fet que és la imitació d'un altre fet; així, el teatre és un espectacle de representació.
Les primeres manifestacions dramàtiques i, per tant, teatrals van aparèixer en tots els països molt abans del que és la literatura en si. El seu origen es troba a l'antiguitat, on, a partir de rituals religiosos, molts cops es representava la lluita entre la vida i la mort. Les funcions d'aleshores integraven tant música com dansa i formaven part del culte als déus: a Grècia el drama va néixer a partir del culte a Dionís, el déu del vi i amic de les muses i les arts. Aquí sorgeix el quid que donarà vida al teatre: el conflicte entre la voluntat de l'home i la voluntat dels déus.
Més tard, a partir de les pauses que havia de fer el cor, va sorgir la necessitat d'un actor, o més, que les omplís mitjançant la paraula, i aquí és on comença l'intercanvi de discursos. Al segle V a.C. el teatre grec va assumir la seva màxima esplendor, i això va ser gràcies a Èsquil (525 a.C. - 456 a.C.), Sòfocles (496 a.C. - 406 a.C.) i Eurípides (480 a.C.- 406 a.C.).
Per altra banda, en aquelles representacions només els homes podien actuar, de manera que fins i tot dels personatges femenins se’n feien càrrec ells. L'art de l'actor no era un estudi propi, per ell mateix, sinó que es limitava a ser un acte de culte tradicional.
Durant l'edat mitjana es va desenvolupar el teatre medieval, el qual era cultivat per l'església. Tot Europa tractava les mateixes temàtiques teatrals com escenes de l'Antic i el Nou Testament, com l'adoració dels pastors i els Reis d'Orient, i la fugida a Egipte, entre d'altres. És d'aquesta mena de teatre que, més endavant, en sorgiran Els Pastorets i les Passions, unes obres que actualment, modificades, encara es representen en tot Catalunya per les festes de Nadal i per Pasqua, respectivament. Els seus orígens es troben aproximadament en el segle xv. Aquí comencen a prendre partit els mims i els joglars. Els actors, però, acostumaven a venir d'associacions obreres i per tant, no es dedicaven al teatre; a més, també hi participaven persones eclesiàstiques.
Durant el segle xv a Anglaterra es representaven els misteris i temes morals, temàtiques que van ser substituïdes, com a França, per la vanitat humanista i la puresa. Per tant, assumptes presentats en el Renaixement van culminar en les comèdies i els drames de Shakespeare, fins que el drama isabelí va acabar d'unir els nous moviments i la tradició antiga. El drama isabelí van crear-lo autors que escrivien tragèdies, o així ho categoritzaven ells, sense seguir aquelles pautes que ja estaven establertes per Aristòtil: creen l'obra basada en l'estructura d'escenes. El màxim exponent d'aquest moviment és Shakespeare (1564 - 1616). En les tragèdies d'aquest autor, el qui engendra l'acció tràgica ja no és un déu, sinó un fantasma o una aparició, per exemple.
Per altra banda, davant de l'èxit d'aquest àmbit artístic, durant el període Renaixentista van començar a construir-se edificis teatrals, la qual cosa va fomentar aquesta activitat lúdica.
L'òpera, la qual va aparèixer a principi del segle xvii va esdevenir un èxit, ja que aportava moltes novetats, des de diversos decorats en una mateixa obra fins a veritables efectes especials. També dins d'aquest segle, va haver-hi una millora del teatre alemany gràcies a la literatura; malgrat això, encara es tendia força a la improvisació.
El segle xix es caracteritza per haver-hi la construcció de molts teatres. Per altra banda, els actors van millorar la seva situació, ja que ja treballaven sota contracte. Pel que fa al moviment, els dramaturgs deixaven la història en segon terme per tal de focalitzar l'atenció en el context, i així situaven l'acció en època contemporània.
El teatre d'avantguarda és el que dona peu, ja a mitjan segle xx, a una certa revolució del gènere. Així sorgeix el teatre de l'absurd, “el teatre pobre” de Grotowski, els nous mètodes d'interpretació de Stanislavski i Bertolt Brecht, i sobretot un canvi radical provocat per Erwin Piscator (1893 - 1966) contra l'escenari en si mateix i tot allò que havia significat fins aleshores, ja que tractava l'aspecte sociopolític del drama i no la manipulació emocional del públic o la bellesa de la formació, amb la qual cosa es complementava amb el mètode d'interpretació de Bertoldt Brecht.
La màxima esplendor de les avantguardes, al segle xx, es caracteritza per una evolució del teatre sociològic, moltes vegades portat per anarquistes. La llibertat a l'hora de descobrir moviments, barrejar-los o originar-ne és tan gran que des de llavors fins ara s'han anat cultivant tots els tipus d'obres de teatre possibles, cosa que ha provocat que el teatre sigui vigent encara, després de tants segles d'història.